# 키클롭스 (르동)
《키클롭스》(프랑스어: Le Cyclope, 영어: The Cyclops)는 폴리페무스가 나이아데스 갈라테이아를 사랑한다는 신화를 묘사한 오딜롱 르동의 그림이다. 이 그림은 판 위에 유화로 그려진 후 나무에 부착되었으며 현재 네덜란드의 크뢸러 뮐러 미술관에 소장되어 있다. 이 그림의 제작 연대는 1898년에서 1914년 사이로 다양하게 추정된다.

## 설명
갈라테이아는 오른쪽 하단에 잠든 모습으로 묘사되어 있으며, 그녀의 알몸은 꽃이 만발한 언덕 비탈에 섞여 들어가 있다. 그림의 상반부에는 나이아데스의 방향으로 눈을 돌리면서 산등성이 위로 솟은 폴리페무스의 머리와 어깨가 그려져 있다. 폴리페무스는 나이아데스의 무력한 모습을 직면하기에는 너무 수줍어서 바위 지형 뒤에 숨어 있는 것으로 보인다. 이 작품은 키클롭스라는 고전 신화 인물의 이름을 제목으로 하지만, 이 작품의 주제는 오딜롱 르동이 자라온 아키텐 지역의 민속에 등장하는 외눈박이 거인에 대한 의미를 담고 있을 수도 있다.